# David Egger-Kranzinger

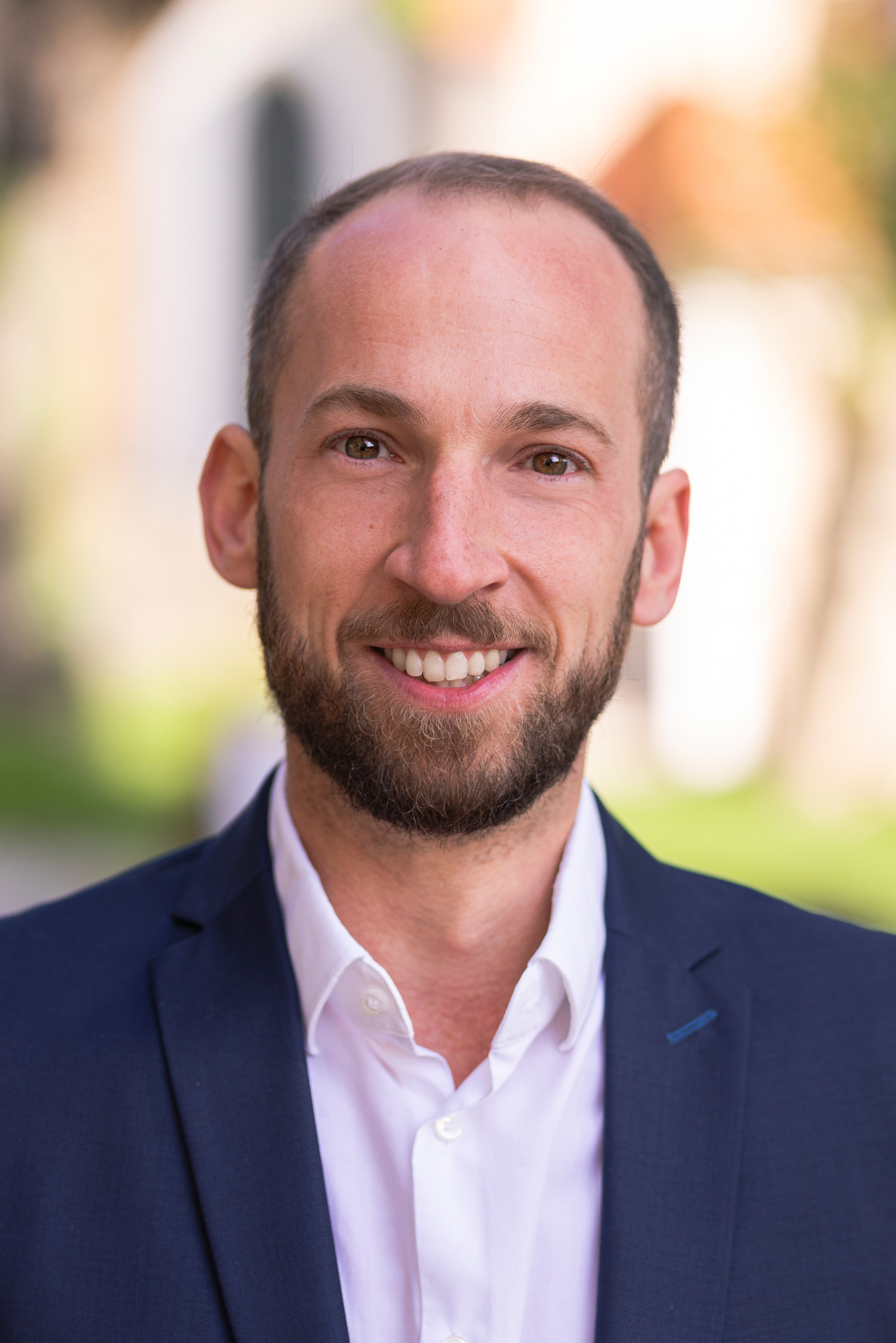
David Egger 2020

David Michael Egger, seit August 2022 David Egger-Kranzinger (* 7. März 1987 in Oberndorf bei Salzburg), ist ein österreichischer Politiker der Sozialdemokratischen Partei Österreichs (SPÖ). Ab 2019 war er Vizebürgermeister von Neumarkt am Wallersee. Vom 8. Juli 2020 bis zum 13. Juni 2023 war er vom Salzburger Landtag entsandtes Mitglied des Bundesrates, seit dem 14. Juni 2023 ist er Abgeordneter zum Salzburger Landtag, seit dem 14. Juni 2023 ist er Abgeordneter zum Salzburger Landtag, wo er bis zum 30. Oktober 2024 als Klubobmann der SPÖ fungierte. Im März 2024 wurde er zum Bürgermeister von Neumarkt am Wallersee gewählt. Von 1. Juli 2020 bis 31. Dezember 2024 war er Landesparteivorsitzender der SPÖ Salzburg; anschließend legte er dieses Amt zurück.

## Leben

### Ausbildung und Beruf
David Egger wuchs in Neumarkt am Wallersee auf, wo er nach Volks- und Hauptschule die Handelsakademie (HAK) besuchte und 2006 maturierte. Anschließend leistete er den Zivildienst beim Arbeiter-Samariterbund in Salzburg. 2009 begann er ein Bachelorstudium der Kommunikationswissenschaft an der Universität Salzburg, außerdem absolvierte er dort von 2016 bis 2018 einen Lehrgang für Sportjournalismus. Von 2012 bis 2014 war er Redakteur bei den Bezirksblättern Salzburg. Von 2016 bis Frühjahr 2020 war er Content Manager im Red Bull Media House und selbstständiger Moderator.

### Politik
Egger gehört seit 2014 der Gemeindevertretung in Neumarkt am Wallersee an, wo er seit 2019 das Amt des Ersten Vizebürgermeisters bekleidet. Bei den Gemeindevertretungs- und Bürgermeisterwahlen in Salzburg 2019 kandidierte er mit seinem Team David Egger für das Amt des Bürgermeisters und unterlag dem amtierenden ÖVP-Bürgermeister im ersten Wahlgang. Am 15. Mai 2020 wurde er vom Landesparteivorstand zum Landesparteivorsitzenden der SPÖ Salzburg designiert. Er folgte in dieser Funktion mit 1. Juli 2020 Walter Steidl nach. Mit Aufnahme seiner Tätigkeit als SPÖ-Landesparteichef beendete er seine bisherigen Jobs als Content Manager bei Servus TV und als selbstständiger Moderator.

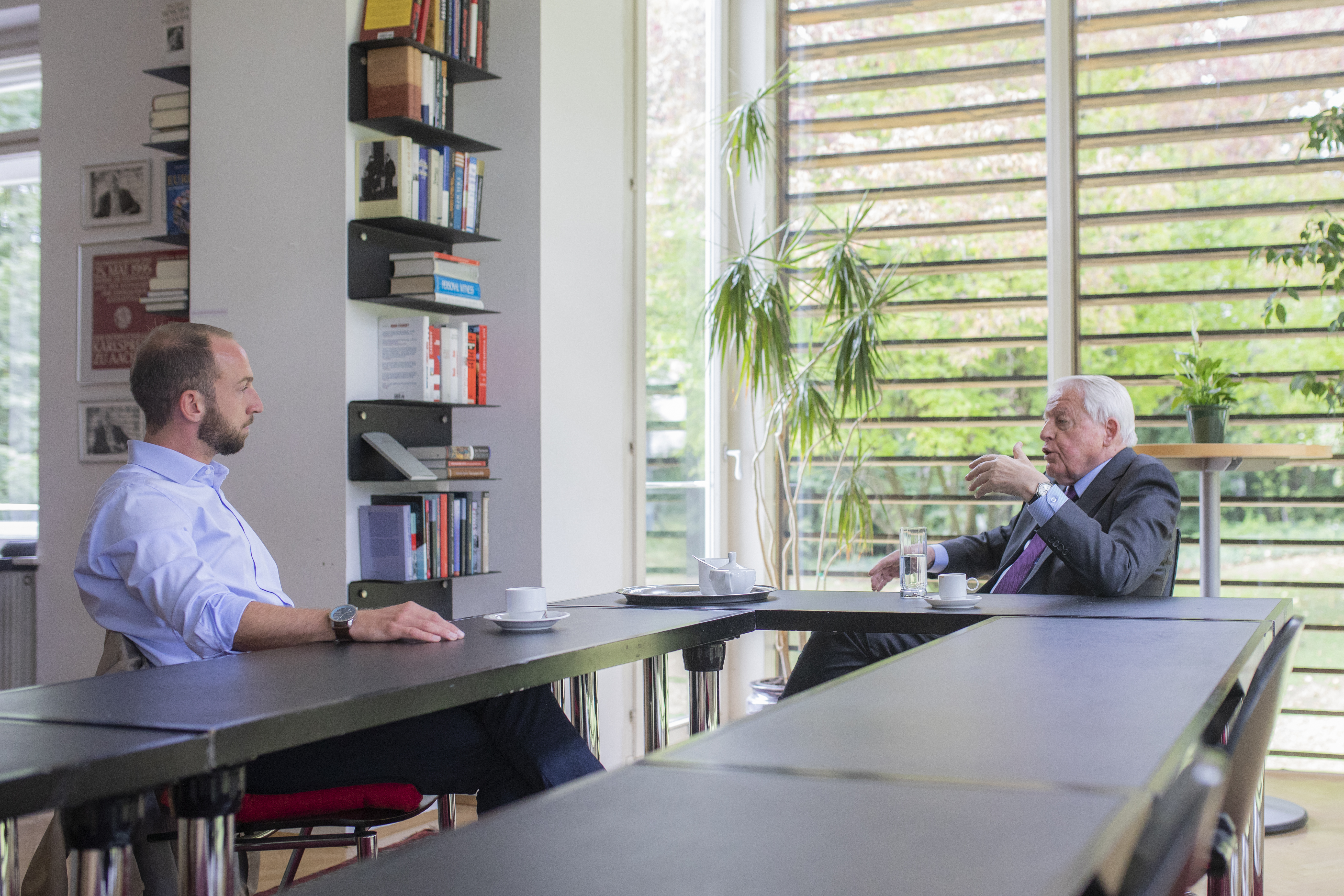
David Egger im Gespräch mit Alt-Bundeskanzler Franz Vranitzky

Mit 8. Juli 2020 rückte Egger als vom Salzburger Landtag entsendetes Mitglied des Bundesrates für Michael Wanner nach, der wiederum in den Landtag auf das Mandat von Walter Steidl wechselte. Die Angelobung im Bundesrat erfolgte am 15. Juli 2020. Am 23. April 2022 wurde er am 43. Landesparteitag der SPÖ Salzburg mit 93 Prozent der Stimmen zum Landesparteichef gewählt.
Vom Landesparteirat wurde er im November 2022 zum SPÖ-Spitzenkandidaten für die Landtagswahl 2023 gewählt. Mit Beginn der 17. Gesetzgebungsperiode wechselte er vom Bundesrat in den Landtag, wo er zum Klubobmann gewählt wurde. Im Zuge der Gemeindevertretungs- und Bürgermeisterwahlen in Salzburg 2024 löste er Adi Rieger (ÖVP) als Bürgermeister von Neumarkt ab.
Am 21. Oktober 2024 kündigte er seinen Rückzug als Parteichef und Klubvorsitzender im Landtag mit Jahresende 2024 an. Ende Oktober 2024 wurde Markus Maurer zu seinem Nachfolger als Klubobmann gewählt.